# Georges Barski
Georges Barski (Varsóvia, 1909 – 1985) foi um biólogo polonês-francês.
Barski frequentou a escola em Varsóvia, onde estudou na universidade. Depois de ter sido morta sua família na Segunda Guerra Mundial, foi em 1945 para Paris, a fim de continuar sua formação no Instituto Pasteur. Em 1947 foi pesquisador do Centre national de la recherche scientifique (CNRS) e dirigiu o departamento de cultura celular na virologia do Instituto Pasteur. Em 1958 foi diretor do Laboratório de Cultura Celular e Virologia do Institut Gustave Roussy em Villejuif, próximo a Paris, que dirigiu nas duas décadas seguintes. Lá descobriu com seus colaboradores entre 1959 e 1961 em pesquisas em culturas de células cancerosas a hibridização somática. Barski e seu colaboradores conseguiram seguir o desenvolvimento da hibridização também com cromossomos marcados. As observações de Barski e seus colegas foram pouco depois constatadas por Boris Ephrussi.
Recebeu em 1976 o Prêmio Paul Ehrlich e Ludwig Darmstaedter e em 1971 o Prêmio Léopold Griffuel.